# Esquina Gaúcha
Esquina Gaúcha é um distrito do município brasileiro de Crissiumal, no Rio Grande do Sul.